# Fassung (Literatur)
Darüber, was eine Fassung ausmacht, besteht in der Editionsphilologie kein Konsens. Es gibt zum einen Definitionen, die eher editionspraktisch orientiert sind, zum anderen formalistische und drittens solche, die sich auf den Autor beziehen.

## Drei Definitionen
Bei einer editionspraktischen Definition wird das Stück Text erst durch den Editor zu einer Fassung. Eine Edition verändert ein Werk und im Laufe der Zeit bilden sich ästhetisch-qualitative Unterschiede zwischen Fassungen heraus. Eine Edition stellt in dieser Hinsicht die grundlegende Kristallisationsform desjenigen geschichtlichen Prozesses dar, in dem sich die Bedeutung eines Kunstwerks mit der Relation zum historisch definierten Subjekt wandelt.
Die eher formalistische Definition hebt darauf ab, dass sich eine Fassung durch mindestens eine Variante konstituiert und dass diese schon durch die Änderung nur eines Elements zustande kommt, weil dadurch neue Beziehungen entstehen, also ein neues System. (Hans Zeller) Bei ›Textfassungen‹ handelt es sich in diesem Sinne um verschiedene Ausführungen eines Werkes, die sich durch Textidentität aufeinander beziehen und aufgrund von Textvarianz voneinander unterscheidbar sind. (Siegfried Scheibe) Weil Eigenübersetzungen als Versionen angesehen werden können, argumentierte Klaus Gerlach 1991, dass Textfassungen nicht allein aufgrund von Textidentität aufeinander beziehbar sind: Scheibes Definition von „Fassung“ sei durch den Aspekt der Textäquivalenz zu ergänzen.
Auf den Autor bezogen sind Definitionen, die betonen, dass ›Textfassungen‹ für den Autor im Kontext einer bestimmten Phase das Werk darstellen. (Siegfried Scheibe) Herbert Kraft et al. (2001) meinen, dass sich die Orientierung am Autor nicht zur Definition einer textlichen Struktur eignet.

## Einzelne Aspekte
Der Terminus ›Fassung‹ akzentuiert den rezeptionsorientierten Blick auf ein Werk, so Rüdiger Nutt-Kofoth. Der Begriff ›Fassung‹ hängt insofern mit dem der ›Variante‹ zusammen, als gefragt werden muss „ab welchem Variantenumfang oder ab welcher Variantenintensität statt von einer Fassung eines Werkes nun von einem neuen eigenständigen Werk gesprochen werden muss.“ Darüber hinaus schlägt Nutt-Kofoth vor, in einer ergänzenden produktionsorientierten Perspektive statt von ›Varianten‹ von ›Änderungen‹ zu sprechen.
Eine bestimmte Fassung eines Werkes wird nicht selten erst im Zuge der Herausgabe einer Edition eines Werkes hergestellt. Dies betrifft vor allem die traditionelle Anglo-amerikanische Art des Edierens („copy-text editing“): „The text is a combination of readings from more than one document. The reading text has, by definition, never achieved material form before“, so Paul Eggert: „The principal aim is to establish the wording and accidentals of the reading text.“